# 죽림칠현

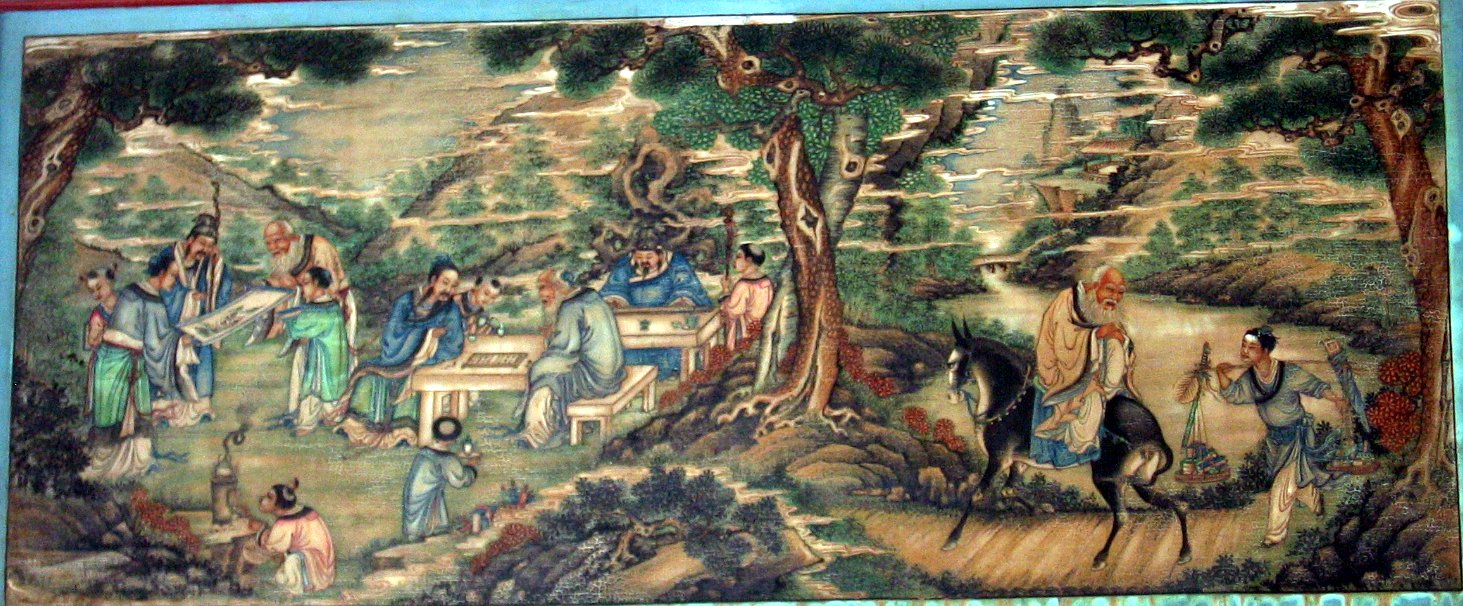
죽림칠현도

죽림칠현(竹林七賢)은 중국 위(魏)·진(晉) 왕조 시절 완적(阮籍), 혜강(嵆康), 산도(山濤), 상수(向秀), 유령(劉伶), 완함(阮咸), 왕융(王戎)을 가리킨다. 정치 권력에는 등을 돌리고 죽림에 모여 거문고와 술을 즐기며, 청담(淸談)을 주고받고 세월을 보낸 일곱 명의 선비이다. 개인주의적·무정부주의적인 노장사상(老莊思想)이 그들의 근본 사상이었다.

## 개요
“언제나 죽림 아래 모여 거칠 것 없이 술을 마셔, 죽림 7현이라고 불렀다”라고, 6조 송의 유의경(劉義慶)이 《세설신어(世說新語)》에 말하고 있는 것과 같이, 7인을 한 그룹으로 묶어서 생각하는 것은 일찍부터 있었다. 그러나 그 사상적 중심은 혜강과 완적의 두 사람이며, 다시 산도와 상수, 유령과 완함·왕융의 그룹으로 나눌 수 있다. 죽림이란 방외(方外)의 땅, 즉 자연이란 뜻이다. 조씨의 위(魏)에서 사마(司馬)씨의 진(晉)으로의 정권 항쟁기에 스스로의 정치적 입장을 밝히지 않고 죽림과 술에 자기도회(自己韜晦)하려고 하였다.
혜강은 반사마(反司馬)의 거병(擧兵)을 하려 했고, 완적은 혜강이 사마소 때문에 형사(刑死)한 다음해에 죽고, 그 다음해에야 사마씨의 진왕조가 정식으로 성립된다. 산도는 이 정권교체기에 79세의 장수를 누리다가, 진나라 원훈(元勳)으로서 죽었다. 《장자》의 주서(註書)를 쓰고 은일의 뜻을 보인 상수도 사마소에 사관(仕官)을 구했다. 완적에게서 속물이란 평을 받은 왕융은 진나라 시대까지 장수했으며, 인색하여 밤낮 돈계산을 했다고 전해진다. 〈주덕송(酒德頌)〉을 쓰고, 언제나 술을 휴대하고, 종자(從者)에게 괭이를 가지고 따르게 하여, “내 죽은 곳에 나를 묻어라” 하고 기이한 말을 토한 유령의 과대한 도가적 언사는 자기도취에 불과한 것이었다. 이들은 정치적 계절(季節)에 명철보신(明哲保身)하지 않으면 안 된 중국의 사군사(士君士)들에게 하나의 상징적인 존재로서 전해 내려온 사람들이다.

## 같이 보기
- 강좌칠현

## 참고 문헌
- 이 문서에는 다음커뮤니케이션(현 카카오)에서 GFDL 또는 CC-SA 라이선스로 배포한 글로벌 세계대백과사전의 내용을 기초로 작성된 글이 포함되어 있습니다.